# Coupe Davis 1986
Pour un article plus général, voir Coupe Davis.
Navigation
Édition précédente Édition suivante
La Coupe Davis 1986 est la 75e édition de ce tournoi de tennis professionnel masculin par nations. Les rencontres se déroulent du 7 mars au 28 décembre dans différents lieux.
L'Australie remporte son 26e saladier d'argent grâce à sa victoire en finale face à la Suède (double tenante du titre) par trois victoires à deux.

## Contexte
Le "Groupe Mondial" de l'édition 1986 de la Coupe Davis met aux prises 16 équipes sélectionnées en fonction de leurs résultats durant l'édition précédente :
- les nations ayant atteint les quarts de finale (1re & 2e ligne),
- les nations ayant remporté leur match de barrage (3e ligne),
- les nations promues dans leur zone continentale (4e ligne).

| Groupe Mondial   |                           |                      |                          |
| Suède (V)        | Allemagne de l'Ouest (F)  | Tchécoslovaquie (DF) | Australie (DF)           |
| États-Unis (QF)  | Équateur (QF)             | Paraguay (QF)        | Inde (QF)                |
| Espagne (HF)     | Union soviétique (HF)     | Yougoslavie (HF)     | Italie (HF)              |
| Mexique (Z. Am.) | Nouvelle-Zélande (Z. Es.) | Danemark (Z. Eu.)    | Grande-Bretagne (Z. Eu.) |

Le tournoi se déroule en parallèle dans les zones continentales, avec pour enjeu d'accéder au groupe mondial. Un total de 71 nations participent à la compétition :
- 16 dans le "Groupe Mondial",
- 9 dans la "Zone Amérique",
- 13 dans la "Zone Est" (incluant l'Asie et l'Océanie),
- 33 dans la "Zone Europe" (incluant l'Afrique).

## Déroulement du tournoi
L'équipe d'Australie bat l'équipe de Suède en finale à Melbourne, sur sa surface fétiche, le gazon comme en 1983.
Le pilier de cette équipe s'appelle Pat Cash, qui gagne ses trois matchs en finale, dont le double associé à John Fitzgerald. Le dimanche, il apporte le point décisif en battant Mikael Pernfors après avoir été mené deux manches à rien. 
Quatre joueurs participent à cette campagne : Pat Cash, John Fitzgerald, Paul McNamee et Peter McNamara. Les Australiens battent deux adversaires de niveau moindre pour commencer : la Nouvelle-Zélande et la Grande-Bretagne. En demi-finale, ils battent les États-Unis sur le gazon de Brisbane, des Américains sans John McEnroe mais avec Brad Gilbert et la paire Doug Flach-Paul Annacone. 
La Suède dispute là sa quatrième finale consécutive. L'équipe est bâtie autour de Stefan Edberg, excellant sur surface rapide à l'inverse du reste de ses compatriotes. Mats Wilander est absent pour cause mariage, mais un joueur météore avait renforcé l'équipe, Mikael Pernfors, finaliste surprise à Roland-Garros et qui fit une carrière éclair.

## Résultats

### Groupe mondial
Les nations vaincues au 1er tour jouent leur maintien pour le groupe mondial lors du tour de barrage. Les autres sont directement qualifiées pour le groupe mondial 1987.

#### Tableau
|  | Huitièmes de finale 7 - 10 mars          | Huitièmes de finale 7 - 10 mars             |                 |   | Quarts de finale 18 - 20 juillet    | Quarts de finale 18 - 20 juillet    |  |  | Demi-finales 3 - 5 octobre       | Demi-finales 3 - 5 octobre       |  |  | Finale 26 - 28 décembre           | Finale 26 - 28 décembre           |
|  | Huitièmes de finale 7 - 10 mars          | Huitièmes de finale 7 - 10 mars             |                 |   | Quarts de finale 18 - 20 juillet    | Quarts de finale 18 - 20 juillet    |  |  | Demi-finales 3 - 5 octobre       | Demi-finales 3 - 5 octobre       |  |  | Finale 26 - 28 décembre           | Finale 26 - 28 décembre           |
|  |                                          |                                             |                 |   |                                     |                                     |  |  |                                  |                                  |  |  |                                   |                                   |
|  | Mexico, Mexique (terre battue ext.)      | Mexico, Mexique (terre battue ext.)         |                 |   | Mexico, Mexique (terre battue ext.) | Mexico, Mexique (terre battue ext.) |  |  | Brisbane, Australie (gazon ext.) | Brisbane, Australie (gazon ext.) |  |  | Melbourne, Australie (gazon ext.) | Melbourne, Australie (gazon ext.) |
|  | Mexico, Mexique (terre battue ext.)      | Mexico, Mexique (terre battue ext.)         |                 |   | Mexico, Mexique (terre battue ext.) | Mexico, Mexique (terre battue ext.) |  |  | Brisbane, Australie (gazon ext.) | Brisbane, Australie (gazon ext.) |  |  | Melbourne, Australie (gazon ext.) | Melbourne, Australie (gazon ext.) |
|  | Mexique                                  | 3                                           |                 |   | Mexico, Mexique (terre battue ext.) | Mexico, Mexique (terre battue ext.) |  |  | Brisbane, Australie (gazon ext.) | Brisbane, Australie (gazon ext.) |  |  | Melbourne, Australie (gazon ext.) | Melbourne, Australie (gazon ext.) |
|  | Mexique                                  | 3                                           |                 |   | Mexico, Mexique (terre battue ext.) | Mexico, Mexique (terre battue ext.) |  |  | Brisbane, Australie (gazon ext.) | Brisbane, Australie (gazon ext.) |  |  | Melbourne, Australie (gazon ext.) | Melbourne, Australie (gazon ext.) |
|  | Allemagne de l'Ouest                     | 2                                           |                 |   | Mexico, Mexique (terre battue ext.) | Mexico, Mexique (terre battue ext.) |  |  | Brisbane, Australie (gazon ext.) | Brisbane, Australie (gazon ext.) |  |  | Melbourne, Australie (gazon ext.) | Melbourne, Australie (gazon ext.) |
|  | Allemagne de l'Ouest                     | 2                                           | Mexique         | 1 |                                     |                                     |  |  | Brisbane, Australie (gazon ext.) | Brisbane, Australie (gazon ext.) |  |  | Melbourne, Australie (gazon ext.) | Melbourne, Australie (gazon ext.) |
|  | Guayaquil, Équateur (terre battue ext.)  |                                             | Mexique         | 1 |                                     |                                     |  |  | Brisbane, Australie (gazon ext.) | Brisbane, Australie (gazon ext.) |  |  | Melbourne, Australie (gazon ext.) | Melbourne, Australie (gazon ext.) |
|  |                                          | États-Unis                                  | 4               |   |                                     |                                     |  |  | Brisbane, Australie (gazon ext.) | Brisbane, Australie (gazon ext.) |  |  | Melbourne, Australie (gazon ext.) | Melbourne, Australie (gazon ext.) |
|  | États-Unis                               | États-Unis                                  | 4               | 3 |                                     |                                     |  |  | Brisbane, Australie (gazon ext.) | Brisbane, Australie (gazon ext.) |  |  | Melbourne, Australie (gazon ext.) | Melbourne, Australie (gazon ext.) |
|  | États-Unis                               | Wimbledon, Grande-Bretagne (gazon ext.)     |                 | 3 |                                     |                                     |  |  | Brisbane, Australie (gazon ext.) | Brisbane, Australie (gazon ext.) |  |  | Melbourne, Australie (gazon ext.) | Melbourne, Australie (gazon ext.) |
|  | Équateur                                 | 2                                           |                 |   |                                     |                                     |  |  | Brisbane, Australie (gazon ext.) | Brisbane, Australie (gazon ext.) |  |  | Melbourne, Australie (gazon ext.) | Melbourne, Australie (gazon ext.) |
|  | Équateur                                 | 2                                           | États-Unis      | 1 |                                     |                                     |  |  |                                  |                                  |  |  | Melbourne, Australie (gazon ext.) | Melbourne, Australie (gazon ext.) |
|  | Auckland, Nouvelle-Zélande (dur ext.)    |                                             | États-Unis      | 1 |                                     |                                     |  |  |                                  |                                  |  |  | Melbourne, Australie (gazon ext.) | Melbourne, Australie (gazon ext.) |
|  |                                          | Australie                                   | 3               |   |                                     |                                     |  |  |                                  |                                  |  |  | Melbourne, Australie (gazon ext.) | Melbourne, Australie (gazon ext.) |
|  | Australie                                | Australie                                   | 3               | 4 |                                     |                                     |  |  |                                  |                                  |  |  | Melbourne, Australie (gazon ext.) | Melbourne, Australie (gazon ext.) |
|  | Australie                                | Prague, Tchécoslovaquie (terre battue ext.) |                 | 4 |                                     |                                     |  |  |                                  |                                  |  |  | Melbourne, Australie (gazon ext.) | Melbourne, Australie (gazon ext.) |
|  | Nouvelle-Zélande                         | 1                                           |                 |   |                                     |                                     |  |  |                                  |                                  |  |  | Melbourne, Australie (gazon ext.) | Melbourne, Australie (gazon ext.) |
|  | Nouvelle-Zélande                         | 1                                           | Australie       | 4 |                                     |                                     |  |  |                                  |                                  |  |  | Melbourne, Australie (gazon ext.) | Melbourne, Australie (gazon ext.) |
|  | Telford, Grande-Bretagne (moquette int.) |                                             | Australie       | 4 |                                     |                                     |  |  |                                  |                                  |  |  | Melbourne, Australie (gazon ext.) | Melbourne, Australie (gazon ext.) |
|  |                                          | Grande-Bretagne                             | 1               |   |                                     |                                     |  |  |                                  |                                  |  |  | Melbourne, Australie (gazon ext.) | Melbourne, Australie (gazon ext.) |
|  | Espagne                                  | Grande-Bretagne                             | 1               | 1 |                                     |                                     |  |  |                                  |                                  |  |  | Melbourne, Australie (gazon ext.) | Melbourne, Australie (gazon ext.) |
|  | Espagne                                  | Sarajevo, Yougoslavie (dur int.)            |                 | 1 |                                     |                                     |  |  |                                  |                                  |  |  | Melbourne, Australie (gazon ext.) | Melbourne, Australie (gazon ext.) |
|  | Grande-Bretagne                          | 4                                           |                 |   |                                     |                                     |  |  |                                  |                                  |  |  | Melbourne, Australie (gazon ext.) | Melbourne, Australie (gazon ext.) |
|  | Grande-Bretagne                          | 4                                           | Australie       | 3 |                                     |                                     |  |  |                                  |                                  |  |  |                                   |                                   |
|  | Belgrade, Yougoslavie (dur int.)         |                                             | Australie       | 3 |                                     |                                     |  |  |                                  |                                  |  |  |                                   |                                   |
|  |                                          | Suède                                       | 2               |   |                                     |                                     |  |  |                                  |                                  |  |  |                                   |                                   |
|  | Union soviétique                         | Suède                                       | 2               | 2 |                                     |                                     |  |  |                                  |                                  |  |  |                                   |                                   |
|  | Union soviétique                         |                                             |                 | 2 |                                     |                                     |  |  |                                  |                                  |  |  |                                   |                                   |
|  | Yougoslavie                              | 3                                           |                 |   |                                     |                                     |  |  |                                  |                                  |  |  |                                   |                                   |
|  | Yougoslavie                              | 3                                           | Yougoslavie     | 0 |                                     |                                     |  |  |                                  |                                  |  |  |                                   |                                   |
|  | Calcutta, Inde (gazon ext.)              |                                             | Yougoslavie     | 0 |                                     |                                     |  |  |                                  |                                  |  |  |                                   |                                   |
|  |                                          | Tchécoslovaquie                             | 5               |   |                                     |                                     |  |  |                                  |                                  |  |  |                                   |                                   |
|  | Inde                                     | Tchécoslovaquie                             | 5               | 1 |                                     |                                     |  |  |                                  |                                  |  |  |                                   |                                   |
|  | Inde                                     | Båstad, Suède (terre battue ext.)           |                 | 1 |                                     |                                     |  |  |                                  |                                  |  |  |                                   |                                   |
|  | Tchécoslovaquie                          | 4                                           |                 |   |                                     |                                     |  |  |                                  |                                  |  |  |                                   |                                   |
|  | Tchécoslovaquie                          | 4                                           | Tchécoslovaquie | 1 |                                     |                                     |  |  |                                  |                                  |  |  |                                   |                                   |
|  | Palerme, Italie (terre battue ext.)      |                                             | Tchécoslovaquie | 1 |                                     |                                     |  |  |                                  |                                  |  |  |                                   |                                   |
|  |                                          | Suède                                       | 4               |   |                                     |                                     |  |  |                                  |                                  |  |  |                                   |                                   |
|  | Paraguay                                 | Suède                                       | 4               | 1 |                                     |                                     |  |  |                                  |                                  |  |  |                                   |                                   |
|  | Paraguay                                 |                                             |                 | 1 |                                     |                                     |  |  |                                  |                                  |  |  |                                   |                                   |
|  | Italie                                   | 4                                           |                 |   |                                     |                                     |  |  |                                  |                                  |  |  |                                   |                                   |
|  | Italie                                   | 4                                           | Italie          | 0 |                                     |                                     |  |  |                                  |                                  |  |  |                                   |                                   |
|  | Brøndby, Danemark (moquette int.)        |                                             | Italie          | 0 |                                     |                                     |  |  |                                  |                                  |  |  |                                   |                                   |
|  |                                          | Suède                                       | 5               |   |                                     |                                     |  |  |                                  |                                  |  |  |                                   |                                   |
|  | Danemark                                 | Suède                                       | 5               | 0 |                                     |                                     |  |  |                                  |                                  |  |  |                                   |                                   |
|  | Danemark                                 |                                             |                 | 0 |                                     |                                     |  |  |                                  |                                  |  |  |                                   |                                   |
|  | Suède                                    | 5                                           |                 |   |                                     |                                     |  |  |                                  |                                  |  |  |                                   |                                   |
|  | Suède                                    | 5                                           |                 |   |                                     |                                     |  |  |                                  |                                  |  |  |                                   |                                   |

#### Matchs détaillés

##### Huitièmes de finale
| | Mexique | 3                             | -  | 2 | Allemagne de l'Ouest |   |   |
| --- | ------- | ----------------------------- | -- | - | -------------------- | - | - |
| German Club, Mexico, Mexique |         |                               |    |   |                      |   |   |
| du 7 au 10 mars 1986 sur terre battue (ext.) |         |                               |    |   |                      |   |   |
| \| 1 \| \| Francisco Maciel \| 7 \| 6 \| 6 \| \| \| \| 1 \| \| Michael Westphal \| 5 \| 2 \| 0 \| \| \| \| 2 \| \| Leonardo Lavalle \| 3 \| 2 \| 4 \| \| \| \| 2 \| \| Boris Becker \| 6 \| 6 \| 6 \| \| \| \| 3 \| \| L. Lavalle - F. Perez-Pascal \| 3 \| 6 \| 7 \| 3 \| 6 \| \| 3 \| \| Boris Becker - Andreas Maurer \| 6 \| 1 \| 5 \| 6 \| 4 \| \| \| \| \| \| \| \| \| \| \| 4 \| \| Francisco Maciel \| 3 \| 1 \| 1 \| \| \| \| 4 \| \| Boris Becker \| 6 \| 6 \| 6 \| \| \| \| \| \| \| \| \| \| \| \| \| 5 \| \| Leonardo Lavalle \| 8 \| 3 \| 6 \| 6 \| 6 \| \| 5 \| \| Michael Westphal \| 10 \| 6 \| 3 \| 4 \| 3 \| \| \| \| \| \| \| \| \| \| |         |                               |    |   |                      |   |   |
| 1 |         | Francisco Maciel              | 7  | 6 | 6                    |   |   |
| 1 |         | Michael Westphal              | 5  | 2 | 0                    |   |   |
| 2 |         | Leonardo Lavalle              | 3  | 2 | 4                    |   |   |
| 2 |         | Boris Becker                  | 6  | 6 | 6                    |   |   |
| 3 |         | L. Lavalle - F. Perez-Pascal  | 3  | 6 | 7                    | 3 | 6 |
| 3 |         | Boris Becker - Andreas Maurer | 6  | 1 | 5                    | 6 | 4 |
| |         |                               |    |   |                      |   |   |
| 4 |         | Francisco Maciel              | 3  | 1 | 1                    |   |   |
| 4 |         | Boris Becker                  | 6  | 6 | 6                    |   |   |
| |         |                               |    |   |                      |   |   |
| 5 |         | Leonardo Lavalle              | 8  | 3 | 6                    | 6 | 6 |
| 5 |         | Michael Westphal              | 10 | 6 | 3                    | 4 | 3 |
| |         |                               |    |   |                      |   |   |

| 1 |  | Francisco Maciel              | 7  | 6 | 6 |   |   |
| 1 |  | Michael Westphal              | 5  | 2 | 0 |   |   |
| 2 |  | Leonardo Lavalle              | 3  | 2 | 4 |   |   |
| 2 |  | Boris Becker                  | 6  | 6 | 6 |   |   |
| 3 |  | L. Lavalle - F. Perez-Pascal  | 3  | 6 | 7 | 3 | 6 |
| 3 |  | Boris Becker - Andreas Maurer | 6  | 1 | 5 | 6 | 4 |
|   |  |                               |    |   |   |   |   |
| 4 |  | Francisco Maciel              | 3  | 1 | 1 |   |   |
| 4 |  | Boris Becker                  | 6  | 6 | 6 |   |   |
|   |  |                               |    |   |   |   |   |
| 5 |  | Leonardo Lavalle              | 8  | 3 | 6 | 6 | 6 |
| 5 |  | Michael Westphal              | 10 | 6 | 3 | 4 | 3 |
|   |  |                               |    |   |   |   |   |

| | Équateur | 2                            | - | 3 | États-Unis |   |   |
| --- | -------- | ---------------------------- | - | - | ---------- | - | - |
| Guayaquil T.C., Guayaquil, Équateur |          |                              |   |   |            |   |   |
| du 7 au 9 mars 1986 sur terre battue (ext.) |          |                              |   |   |            |   |   |
| \| 1 \| \| Andrés Gómez \| 7 \| 4 \| 4 \| 9 \| 6 \| \| 1 \| \| Jimmy Arias \| 5 \| 6 \| 6 \| 7 \| 4 \| \| 2 \| \| Raúl Viver \| 6 \| 1 \| 3 \| \| \| \| 2 \| \| Aaron Krickstein \| 8 \| 6 \| 6 \| \| \| \| 3 \| \| Andrés Gómez - Ricardo Ycaza \| 2 \| 4 \| 6 \| 4 \| \| \| 3 \| \| Ken Flach - Robert Seguso \| 6 \| 6 \| 4 \| 6 \| \| \| \| \| \| \| \| \| \| \| \| 4 \| \| Andrés Gómez \| 3 \| 7 \| 6 \| 6 \| \| \| 4 \| \| Aaron Krickstein \| 6 \| 5 \| 1 \| 4 \| \| \| \| \| \| \| \| \| \| \| \| 5 \| \| Raúl Viver \| 3 \| 1 \| 4 \| \| \| \| 5 \| \| Jimmy Arias \| 6 \| 6 \| 6 \| \| \| \| \| \| \| \| \| \| \| \| |          |                              |   |   |            |   |   |
| 1 |          | Andrés Gómez                 | 7 | 4 | 4          | 9 | 6 |
| 1 |          | Jimmy Arias                  | 5 | 6 | 6          | 7 | 4 |
| 2 |          | Raúl Viver                   | 6 | 1 | 3          |   |   |
| 2 |          | Aaron Krickstein             | 8 | 6 | 6          |   |   |
| 3 |          | Andrés Gómez - Ricardo Ycaza | 2 | 4 | 6          | 4 |   |
| 3 |          | Ken Flach - Robert Seguso    | 6 | 6 | 4          | 6 |   |
| |          |                              |   |   |            |   |   |
| 4 |          | Andrés Gómez                 | 3 | 7 | 6          | 6 |   |
| 4 |          | Aaron Krickstein             | 6 | 5 | 1          | 4 |   |
| |          |                              |   |   |            |   |   |
| 5 |          | Raúl Viver                   | 3 | 1 | 4          |   |   |
| 5 |          | Jimmy Arias                  | 6 | 6 | 6          |   |   |
| |          |                              |   |   |            |   |   |

| 1 |  | Andrés Gómez                 | 7 | 4 | 4 | 9 | 6 |
| 1 |  | Jimmy Arias                  | 5 | 6 | 6 | 7 | 4 |
| 2 |  | Raúl Viver                   | 6 | 1 | 3 |   |   |
| 2 |  | Aaron Krickstein             | 8 | 6 | 6 |   |   |
| 3 |  | Andrés Gómez - Ricardo Ycaza | 2 | 4 | 6 | 4 |   |
| 3 |  | Ken Flach - Robert Seguso    | 6 | 6 | 4 | 6 |   |
|   |  |                              |   |   |   |   |   |
| 4 |  | Andrés Gómez                 | 3 | 7 | 6 | 6 |   |
| 4 |  | Aaron Krickstein             | 6 | 5 | 1 | 4 |   |
|   |  |                              |   |   |   |   |   |
| 5 |  | Raúl Viver                   | 3 | 1 | 4 |   |   |
| 5 |  | Jimmy Arias                  | 6 | 6 | 6 |   |   |
|   |  |                              |   |   |   |   |   |

| | Nouvelle-Zélande | 1                                | - | 4 | Australie |   |   |
| --- | ---------------- | -------------------------------- | - | - | --------- | - | - |
| Stanley Street, Auckland, Nouvelle-Zélande |                  |                                  |   |   |           |   |   |
| du 7 au 9 mars 1986 sur dur (ext.) |                  |                                  |   |   |           |   |   |
| \| 1 \| \| Kelly Evernden \| 9 \| 3 \| 6 \| 6 \| 6 \| \| 1 \| \| Paul McNamee \| 7 \| 6 \| 4 \| 3 \| 4 \| \| 2 \| \| Chris Lewis \| 2 \| 5 \| 4 \| \| \| \| 2 \| \| Peter McNamara \| 6 \| 7 \| 6 \| \| \| \| 3 \| \| Kelly Evernden - Russell Simpson \| 2 \| 3 \| 3 \| \| \| \| 3 \| \| Pat Cash - John Fitzgerald \| 6 \| 6 \| 6 \| \| \| \| \| \| \| \| \| \| \| \| \| 4 \| \| Kelly Evernden \| 6 \| 1 \| 3 \| 1 \| \| \| 4 \| \| Peter McNamara \| 3 \| 6 \| 6 \| 6 \| \| \| \| \| \| \| \| \| \| \| \| 5 \| \| Chris Lewis \| 4 \| 4 \| \| \| \| \| 5 \| \| Paul McNamee \| 6 \| 6 \| \| \| \| \| \| \| \| \| \| \| \| \| |                  |                                  |   |   |           |   |   |
| 1 |                  | Kelly Evernden                   | 9 | 3 | 6         | 6 | 6 |
| 1 |                  | Paul McNamee                     | 7 | 6 | 4         | 3 | 4 |
| 2 |                  | Chris Lewis                      | 2 | 5 | 4         |   |   |
| 2 |                  | Peter McNamara                   | 6 | 7 | 6         |   |   |
| 3 |                  | Kelly Evernden - Russell Simpson | 2 | 3 | 3         |   |   |
| 3 |                  | Pat Cash - John Fitzgerald       | 6 | 6 | 6         |   |   |
| |                  |                                  |   |   |           |   |   |
| 4 |                  | Kelly Evernden                   | 6 | 1 | 3         | 1 |   |
| 4 |                  | Peter McNamara                   | 3 | 6 | 6         | 6 |   |
| |                  |                                  |   |   |           |   |   |
| 5 |                  | Chris Lewis                      | 4 | 4 |           |   |   |
| 5 |                  | Paul McNamee                     | 6 | 6 |           |   |   |
| |                  |                                  |   |   |           |   |   |

| 1 |  | Kelly Evernden                   | 9 | 3 | 6 | 6 | 6 |
| 1 |  | Paul McNamee                     | 7 | 6 | 4 | 3 | 4 |
| 2 |  | Chris Lewis                      | 2 | 5 | 4 |   |   |
| 2 |  | Peter McNamara                   | 6 | 7 | 6 |   |   |
| 3 |  | Kelly Evernden - Russell Simpson | 2 | 3 | 3 |   |   |
| 3 |  | Pat Cash - John Fitzgerald       | 6 | 6 | 6 |   |   |
|   |  |                                  |   |   |   |   |   |
| 4 |  | Kelly Evernden                   | 6 | 1 | 3 | 1 |   |
| 4 |  | Peter McNamara                   | 3 | 6 | 6 | 6 |   |
|   |  |                                  |   |   |   |   |   |
| 5 |  | Chris Lewis                      | 4 | 4 |   |   |   |
| 5 |  | Paul McNamee                     | 6 | 6 |   |   |   |
|   |  |                                  |   |   |   |   |   |

| | Grande-Bretagne | 4                             | -  | 1 | Espagne |   |  |
| --- | --------------- | ----------------------------- | -- | - | ------- | - |  |
| Racquet Centre, Telford, Grande-Bretagne |                 |                               |    |   |         |   |  |
| du 7 au 9 mars 1986 sur moquette (int.) |                 |                               |    |   |         |   |  |
| \| 1 \| \| Jeremy Bates \| 6 \| 6 \| 3 \| 8 \| \| \| 1 \| \| Sergio Casal \| 1 \| 3 \| 6 \| 6 \| \| \| 2 \| \| John Lloyd \| 3 \| 6 \| 6 \| 6 \| \| \| 2 \| \| Emilio Sánchez \| 6 \| 3 \| 3 \| 3 \| \| \| 3 \| \| Colin Dowdeswell - John Lloyd \| 6 \| 6 \| 6 \| \| \| \| 3 \| \| Sergio Casal - Emilio Sánchez \| 4 \| 3 \| 3 \| \| \| \| \| \| \| \| \| \| \| \| \| 4 \| \| Jeremy Bates \| 11 \| 6 \| \| \| \| \| 4 \| \| Emilio Sánchez \| 9 \| 4 \| \| \| \| \| \| \| \| \| \| \| \| \| \| 5 \| \| John Lloyd \| 4 \| 6 \| \| \| \| \| 5 \| \| Sergio Casal \| 6 \| 8 \| \| \| \| \| \| \| \| \| \| \| \| \| |                 |                               |    |   |         |   |  |
| 1 |                 | Jeremy Bates                  | 6  | 6 | 3       | 8 |  |
| 1 |                 | Sergio Casal                  | 1  | 3 | 6       | 6 |  |
| 2 |                 | John Lloyd                    | 3  | 6 | 6       | 6 |  |
| 2 |                 | Emilio Sánchez                | 6  | 3 | 3       | 3 |  |
| 3 |                 | Colin Dowdeswell - John Lloyd | 6  | 6 | 6       |   |  |
| 3 |                 | Sergio Casal - Emilio Sánchez | 4  | 3 | 3       |   |  |
| |                 |                               |    |   |         |   |  |
| 4 |                 | Jeremy Bates                  | 11 | 6 |         |   |  |
| 4 |                 | Emilio Sánchez                | 9  | 4 |         |   |  |
| |                 |                               |    |   |         |   |  |
| 5 |                 | John Lloyd                    | 4  | 6 |         |   |  |
| 5 |                 | Sergio Casal                  | 6  | 8 |         |   |  |
| |                 |                               |    |   |         |   |  |

| 1 |  | Jeremy Bates                  | 6  | 6 | 3 | 8 |  |
| 1 |  | Sergio Casal                  | 1  | 3 | 6 | 6 |  |
| 2 |  | John Lloyd                    | 3  | 6 | 6 | 6 |  |
| 2 |  | Emilio Sánchez                | 6  | 3 | 3 | 3 |  |
| 3 |  | Colin Dowdeswell - John Lloyd | 6  | 6 | 6 |   |  |
| 3 |  | Sergio Casal - Emilio Sánchez | 4  | 3 | 3 |   |  |
|   |  |                               |    |   |   |   |  |
| 4 |  | Jeremy Bates                  | 11 | 6 |   |   |  |
| 4 |  | Emilio Sánchez                | 9  | 4 |   |   |  |
|   |  |                               |    |   |   |   |  |
| 5 |  | John Lloyd                    | 4  | 6 |   |   |  |
| 5 |  | Sergio Casal                  | 6  | 8 |   |   |  |
|   |  |                               |    |   |   |   |  |

| | Yougoslavie | 3                                  | -  | 2 | Union soviétique |   |   |
| --- | ----------- | ---------------------------------- | -- | - | ---------------- | - | - |
| Pioneer Sports Hall, Belgrade, Yougoslavie |             |                                    |    |   |                  |   |   |
| du 7 au 9 mars 1986 sur dur (int.) |             |                                    |    |   |                  |   |   |
| \| 1 \| \| Bruno Orešar \| 10 \| 7 \| 2 \| 0 \| 5 \| \| 1 \| \| Andrei Chesnokov \| 8 \| 5 \| 6 \| 6 \| 7 \| \| 2 \| \| Slobodan Živojinović \| 3 \| 6 \| 6 \| 6 \| 6 \| \| 2 \| \| Alexander Zverev \| 6 \| 8 \| 3 \| 4 \| 0 \| \| 3 \| \| Goran Prpić - Slobodan Živojinović \| 3 \| 2 \| 4 \| \| \| \| 3 \| \| S. Leonyuk - A. Zverev \| 6 \| 6 \| 6 \| \| \| \| \| \| \| \| \| \| \| \| \| 4 \| \| Bruno Orešar \| 6 \| 6 \| 7 \| \| \| \| 4 \| \| Alexander Zverev \| 3 \| 2 \| 5 \| \| \| \| \| \| \| \| \| \| \| \| \| 5 \| \| Slobodan Živojinović \| 6 \| 6 \| 3 \| 6 \| \| \| 5 \| \| Andrei Chesnokov \| 3 \| 3 \| 6 \| 4 \| \| \| \| \| \| \| \| \| \| \| |             |                                    |    |   |                  |   |   |
| 1 |             | Bruno Orešar                       | 10 | 7 | 2                | 0 | 5 |
| 1 |             | Andrei Chesnokov                   | 8  | 5 | 6                | 6 | 7 |
| 2 |             | Slobodan Živojinović               | 3  | 6 | 6                | 6 | 6 |
| 2 |             | Alexander Zverev                   | 6  | 8 | 3                | 4 | 0 |
| 3 |             | Goran Prpić - Slobodan Živojinović | 3  | 2 | 4                |   |   |
| 3 |             | S. Leonyuk - A. Zverev             | 6  | 6 | 6                |   |   |
| |             |                                    |    |   |                  |   |   |
| 4 |             | Bruno Orešar                       | 6  | 6 | 7                |   |   |
| 4 |             | Alexander Zverev                   | 3  | 2 | 5                |   |   |
| |             |                                    |    |   |                  |   |   |
| 5 |             | Slobodan Živojinović               | 6  | 6 | 3                | 6 |   |
| 5 |             | Andrei Chesnokov                   | 3  | 3 | 6                | 4 |   |
| |             |                                    |    |   |                  |   |   |

| 1 |  | Bruno Orešar                       | 10 | 7 | 2 | 0 | 5 |
| 1 |  | Andrei Chesnokov                   | 8  | 5 | 6 | 6 | 7 |
| 2 |  | Slobodan Živojinović               | 3  | 6 | 6 | 6 | 6 |
| 2 |  | Alexander Zverev                   | 6  | 8 | 3 | 4 | 0 |
| 3 |  | Goran Prpić - Slobodan Živojinović | 3  | 2 | 4 |   |   |
| 3 |  | S. Leonyuk - A. Zverev             | 6  | 6 | 6 |   |   |
|   |  |                                    |    |   |   |   |   |
| 4 |  | Bruno Orešar                       | 6  | 6 | 7 |   |   |
| 4 |  | Alexander Zverev                   | 3  | 2 | 5 |   |   |
|   |  |                                    |    |   |   |   |   |
| 5 |  | Slobodan Živojinović               | 6  | 6 | 3 | 6 |   |
| 5 |  | Andrei Chesnokov                   | 3  | 3 | 6 | 4 |   |
|   |  |                                    |    |   |   |   |   |

| | Inde | 1                               | - | 4  | Tchécoslovaquie |   |  |
| --- | ---- | ------------------------------- | - | -- | --------------- | - |  |
| South Calcutta Club, Calcutta, Inde |      |                                 |   |    |                 |   |  |
| du 7 au 9 mars 1986 sur gazon (ext.) |      |                                 |   |    |                 |   |  |
| \| 1 \| \| Ramesh Krishnan \| 6 \| 6 \| 7 \| \| \| \| 1 \| \| Tomáš Šmíd \| 4 \| 2 \| 5 \| \| \| \| 2 \| \| Vijay Amritraj \| 0 \| 5 \| 4 \| \| \| \| 2 \| \| Miloslav Mečíř \| 6 \| 7 \| 6 \| \| \| \| 3 \| \| Anand Amritraj - Vijay Amritraj \| 2 \| 11 \| 4 \| 4 \| \| \| 3 \| \| Pavel Složil - Tomáš Šmíd \| 6 \| 9 \| 6 \| 6 \| \| \| \| \| \| \| \| \| \| \| \| 4 \| \| Vijay Amritraj \| 6 \| 3 \| 1 \| 2 \| \| \| 4 \| \| Tomáš Šmíd \| 3 \| 6 \| 6 \| 6 \| \| \| \| \| \| \| \| \| \| \| \| 5 \| \| Ramesh Krishnan \| 3 \| 2 \| \| \| \| \| 5 \| \| Miloslav Mečíř \| 6 \| 6 \| \| \| \| \| \| \| \| \| \| \| \| \| |      |                                 |   |    |                 |   |  |
| 1 |      | Ramesh Krishnan                 | 6 | 6  | 7               |   |  |
| 1 |      | Tomáš Šmíd                      | 4 | 2  | 5               |   |  |
| 2 |      | Vijay Amritraj                  | 0 | 5  | 4               |   |  |
| 2 |      | Miloslav Mečíř                  | 6 | 7  | 6               |   |  |
| 3 |      | Anand Amritraj - Vijay Amritraj | 2 | 11 | 4               | 4 |  |
| 3 |      | Pavel Složil - Tomáš Šmíd       | 6 | 9  | 6               | 6 |  |
| |      |                                 |   |    |                 |   |  |
| 4 |      | Vijay Amritraj                  | 6 | 3  | 1               | 2 |  |
| 4 |      | Tomáš Šmíd                      | 3 | 6  | 6               | 6 |  |
| |      |                                 |   |    |                 |   |  |
| 5 |      | Ramesh Krishnan                 | 3 | 2  |                 |   |  |
| 5 |      | Miloslav Mečíř                  | 6 | 6  |                 |   |  |
| |      |                                 |   |    |                 |   |  |

| 1 |  | Ramesh Krishnan                 | 6 | 6  | 7 |   |  |
| 1 |  | Tomáš Šmíd                      | 4 | 2  | 5 |   |  |
| 2 |  | Vijay Amritraj                  | 0 | 5  | 4 |   |  |
| 2 |  | Miloslav Mečíř                  | 6 | 7  | 6 |   |  |
| 3 |  | Anand Amritraj - Vijay Amritraj | 2 | 11 | 4 | 4 |  |
| 3 |  | Pavel Složil - Tomáš Šmíd       | 6 | 9  | 6 | 6 |  |
|   |  |                                 |   |    |   |   |  |
| 4 |  | Vijay Amritraj                  | 6 | 3  | 1 | 2 |  |
| 4 |  | Tomáš Šmíd                      | 3 | 6  | 6 | 6 |  |
|   |  |                                 |   |    |   |   |  |
| 5 |  | Ramesh Krishnan                 | 3 | 2  |   |   |  |
| 5 |  | Miloslav Mečíř                  | 6 | 6  |   |   |  |
|   |  |                                 |   |    |   |   |  |

| | Italie | 4                                | - | 1  | Paraguay |    |  |
| --- | ------ | -------------------------------- | - | -- | -------- | -- |  |
| Palerme, Italie |        |                                  |   |    |          |    |  |
| du 7 au 9 mars 1986 sur terre battue (ext.) |        |                                  |   |    |          |    |  |
| \| 1 \| \| Francesco Cancellotti \| 6 \| 6 \| 6 \| \| \| \| 1 \| \| Hugo Chapacú \| 4 \| 3 \| 1 \| \| \| \| 2 \| \| Claudio Panatta \| 4 \| 11 \| 9 \| 10 \| \| \| 2 \| \| Víctor Pecci \| 6 \| 9 \| 7 \| 8 \| \| \| 3 \| \| Gianni Ocleppo - Claudio Panatta \| 6 \| 1 \| 4 \| 5 \| \| \| 3 \| \| F. González - V. Pecci \| 4 \| 6 \| 6 \| 6 \| \| \| \| \| \| \| \| \| \| \| \| 4 \| \| Claudio Panatta \| 6 \| 7 \| 6 \| \| \| \| 4 \| \| Hugo Chapacú \| 3 \| 5 \| 3 \| \| \| \| \| \| \| \| \| \| \| \| \| 5 \| \| Francesco Cancellotti \| 5 \| 1 \| \| \| \| \| 5 \| \| Víctor Pecci \| 7 \| 0 \| ab. \| \| \| \| \| \| \| \| \| \| \| \| |        |                                  |   |    |          |    |  |
| 1 |        | Francesco Cancellotti            | 6 | 6  | 6        |    |  |
| 1 |        | Hugo Chapacú                     | 4 | 3  | 1        |    |  |
| 2 |        | Claudio Panatta                  | 4 | 11 | 9        | 10 |  |
| 2 |        | Víctor Pecci                     | 6 | 9  | 7        | 8  |  |
| 3 |        | Gianni Ocleppo - Claudio Panatta | 6 | 1  | 4        | 5  |  |
| 3 |        | F. González - V. Pecci           | 4 | 6  | 6        | 6  |  |
| |        |                                  |   |    |          |    |  |
| 4 |        | Claudio Panatta                  | 6 | 7  | 6        |    |  |
| 4 |        | Hugo Chapacú                     | 3 | 5  | 3        |    |  |
| |        |                                  |   |    |          |    |  |
| 5 |        | Francesco Cancellotti            | 5 | 1  |          |    |  |
| 5 |        | Víctor Pecci                     | 7 | 0  | ab.      |    |  |
| |        |                                  |   |    |          |    |  |

| 1 |  | Francesco Cancellotti            | 6 | 6  | 6   |    |  |
| 1 |  | Hugo Chapacú                     | 4 | 3  | 1   |    |  |
| 2 |  | Claudio Panatta                  | 4 | 11 | 9   | 10 |  |
| 2 |  | Víctor Pecci                     | 6 | 9  | 7   | 8  |  |
| 3 |  | Gianni Ocleppo - Claudio Panatta | 6 | 1  | 4   | 5  |  |
| 3 |  | F. González - V. Pecci           | 4 | 6  | 6   | 6  |  |
|   |  |                                  |   |    |     |    |  |
| 4 |  | Claudio Panatta                  | 6 | 7  | 6   |    |  |
| 4 |  | Hugo Chapacú                     | 3 | 5  | 3   |    |  |
|   |  |                                  |   |    |     |    |  |
| 5 |  | Francesco Cancellotti            | 5 | 1  |     |    |  |
| 5 |  | Víctor Pecci                     | 7 | 0  | ab. |    |  |
|   |  |                                  |   |    |     |    |  |

| | Danemark | 0                             | - | 5 | Suède |  |  |
| --- | -------- | ----------------------------- | - | - | ----- |  |  |
| Brøndby Hallen, Brøndby, Danemark |          |                               |   |   |       |  |  |
| du 7 au 9 mars 1986 sur moquette (int.) |          |                               |   |   |       |  |  |
| \| 1 \| \| Michael Tauson \| 2 \| 2 \| 1 \| \| \| \| 1 \| \| Joakim Nyström \| 6 \| 6 \| 6 \| \| \| \| 2 \| \| Morten Christensen \| 6 \| 2 \| 8 \| \| \| \| 2 \| \| Mats Wilander \| 8 \| 6 \| 10 \| \| \| \| 3 \| \| P. Bastiansen - M. Mortensen \| 3 \| 3 \| 4 \| \| \| \| 3 \| \| Anders Järryd - Mats Wilander \| 6 \| 6 \| 6 \| \| \| \| \| \| \| \| \| \| \| \| \| 4 \| \| Morten Christensen \| 5 \| 1 \| \| \| \| \| 4 \| \| Joakim Nyström \| 7 \| 6 \| \| \| \| \| \| \| \| \| \| \| \| \| \| 5 \| \| Michael Tauson \| 2 \| 3 \| \| \| \| \| 5 \| \| Mats Wilander \| 6 \| 6 \| \| \| \| \| \| \| \| \| \| \| \| \| |          |                               |   |   |       |  |  |
| 1 |          | Michael Tauson                | 2 | 2 | 1     |  |  |
| 1 |          | Joakim Nyström                | 6 | 6 | 6     |  |  |
| 2 |          | Morten Christensen            | 6 | 2 | 8     |  |  |
| 2 |          | Mats Wilander                 | 8 | 6 | 10    |  |  |
| 3 |          | P. Bastiansen - M. Mortensen  | 3 | 3 | 4     |  |  |
| 3 |          | Anders Järryd - Mats Wilander | 6 | 6 | 6     |  |  |
| |          |                               |   |   |       |  |  |
| 4 |          | Morten Christensen            | 5 | 1 |       |  |  |
| 4 |          | Joakim Nyström                | 7 | 6 |       |  |  |
| |          |                               |   |   |       |  |  |
| 5 |          | Michael Tauson                | 2 | 3 |       |  |  |
| 5 |          | Mats Wilander                 | 6 | 6 |       |  |  |
| |          |                               |   |   |       |  |  |

| 1 |  | Michael Tauson                | 2 | 2 | 1  |  |  |
| 1 |  | Joakim Nyström                | 6 | 6 | 6  |  |  |
| 2 |  | Morten Christensen            | 6 | 2 | 8  |  |  |
| 2 |  | Mats Wilander                 | 8 | 6 | 10 |  |  |
| 3 |  | P. Bastiansen - M. Mortensen  | 3 | 3 | 4  |  |  |
| 3 |  | Anders Järryd - Mats Wilander | 6 | 6 | 6  |  |  |
|   |  |                               |   |   |    |  |  |
| 4 |  | Morten Christensen            | 5 | 1 |    |  |  |
| 4 |  | Joakim Nyström                | 7 | 6 |    |  |  |
|   |  |                               |   |   |    |  |  |
| 5 |  | Michael Tauson                | 2 | 3 |    |  |  |
| 5 |  | Mats Wilander                 | 6 | 6 |    |  |  |
|   |  |                               |   |   |    |  |  |

##### Quarts de finale
| | Mexique | 1                           | - | 4  | États-Unis |   |   |
| --- | ------- | --------------------------- | - | -- | ---------- | - | - |
| Palais des sports, Mexico, Mexique |         |                             |   |    |            |   |   |
| du 18 au 20 juillet 1986 sur terre battue (ext.) |         |                             |   |    |            |   |   |
| \| 1 \| \| Francisco Maciel \| 2 \| 13 \| 6 \| 6 \| \| \| 1 \| \| Tim Mayotte \| 6 \| 11 \| 4 \| 4 \| \| \| 2 \| \| Leonardo Lavalle \| 4 \| 4 \| 6 \| 4 \| \| \| 2 \| \| Brad Gilbert \| 6 \| 6 \| 3 \| 6 \| \| \| 3 \| \| J. Lozano - F. Perez-Pascal \| 7 \| 3 \| 4 \| 4 \| \| \| 3 \| \| Ken Flach - Robert Seguso \| 5 \| 6 \| 6 \| 6 \| \| \| \| \| \| \| \| \| \| \| \| 4 \| \| Leonardo Lavalle \| 5 \| 6 \| 6 \| 4 \| 7 \| \| 4 \| \| Tim Mayotte \| 7 \| 4 \| 0 \| 6 \| 9 \| \| \| \| \| \| \| \| \| \| \| 5 \| \| Francisco Maciel \| 5 \| 6 \| 5 \| \| \| \| 5 \| \| Brad Gilbert \| 7 \| 1 \| 7 \| \| \| \| \| \| \| \| \| \| \| \| |         |                             |   |    |            |   |   |
| 1 |         | Francisco Maciel            | 2 | 13 | 6          | 6 |   |
| 1 |         | Tim Mayotte                 | 6 | 11 | 4          | 4 |   |
| 2 |         | Leonardo Lavalle            | 4 | 4  | 6          | 4 |   |
| 2 |         | Brad Gilbert                | 6 | 6  | 3          | 6 |   |
| 3 |         | J. Lozano - F. Perez-Pascal | 7 | 3  | 4          | 4 |   |
| 3 |         | Ken Flach - Robert Seguso   | 5 | 6  | 6          | 6 |   |
| |         |                             |   |    |            |   |   |
| 4 |         | Leonardo Lavalle            | 5 | 6  | 6          | 4 | 7 |
| 4 |         | Tim Mayotte                 | 7 | 4  | 0          | 6 | 9 |
| |         |                             |   |    |            |   |   |
| 5 |         | Francisco Maciel            | 5 | 6  | 5          |   |   |
| 5 |         | Brad Gilbert                | 7 | 1  | 7          |   |   |
| |         |                             |   |    |            |   |   |

| 1 |  | Francisco Maciel            | 2 | 13 | 6 | 6 |   |
| 1 |  | Tim Mayotte                 | 6 | 11 | 4 | 4 |   |
| 2 |  | Leonardo Lavalle            | 4 | 4  | 6 | 4 |   |
| 2 |  | Brad Gilbert                | 6 | 6  | 3 | 6 |   |
| 3 |  | J. Lozano - F. Perez-Pascal | 7 | 3  | 4 | 4 |   |
| 3 |  | Ken Flach - Robert Seguso   | 5 | 6  | 6 | 6 |   |
|   |  |                             |   |    |   |   |   |
| 4 |  | Leonardo Lavalle            | 5 | 6  | 6 | 4 | 7 |
| 4 |  | Tim Mayotte                 | 7 | 4  | 0 | 6 | 9 |
|   |  |                             |   |    |   |   |   |
| 5 |  | Francisco Maciel            | 5 | 6  | 5 |   |   |
| 5 |  | Brad Gilbert                | 7 | 1  | 7 |   |   |
|   |  |                             |   |    |   |   |   |

| | Grande-Bretagne | 1                               | - | 4 | Australie |  |  |
| --- | --------------- | ------------------------------- | - | - | --------- |  |  |
| A.E.L.T.C, Wimbledon, Grande-Bretagne |                 |                                 |   |   |           |  |  |
| du 18 au 20 juillet 1986 sur gazon (ext.) |                 |                                 |   |   |           |  |  |
| \| 1 \| \| Jeremy Bates \| 4 \| 7 \| 4 \| \| \| \| 1 \| \| Pat Cash \| 6 \| 9 \| 6 \| \| \| \| 2 \| \| Andrew Castle \| 5 \| 1 \| 2 \| \| \| \| 2 \| \| Paul McNamee \| 7 \| 6 \| 6 \| \| \| \| 3 \| \| Jeremy Bates - Colin Dowdeswell \| 1 \| 5 \| 4 \| \| \| \| 3 \| \| Pat Cash - John Fitzgerald \| 6 \| 7 \| 6 \| \| \| \| \| \| \| \| \| \| \| \| \| 4 \| \| Andrew Castle \| 6 \| 4 \| \| \| \| \| 4 \| \| Pat Cash \| 8 \| 6 \| \| \| \| \| \| \| \| \| \| \| \| \| \| 5 \| \| Jeremy Bates \| 3 \| 6 \| 6 \| \| \| \| 5 \| \| Paul McNamee \| 6 \| 2 \| 4 \| \| \| \| \| \| \| \| \| \| \| \| |                 |                                 |   |   |           |  |  |
| 1 |                 | Jeremy Bates                    | 4 | 7 | 4         |  |  |
| 1 |                 | Pat Cash                        | 6 | 9 | 6         |  |  |
| 2 |                 | Andrew Castle                   | 5 | 1 | 2         |  |  |
| 2 |                 | Paul McNamee                    | 7 | 6 | 6         |  |  |
| 3 |                 | Jeremy Bates - Colin Dowdeswell | 1 | 5 | 4         |  |  |
| 3 |                 | Pat Cash - John Fitzgerald      | 6 | 7 | 6         |  |  |
| |                 |                                 |   |   |           |  |  |
| 4 |                 | Andrew Castle                   | 6 | 4 |           |  |  |
| 4 |                 | Pat Cash                        | 8 | 6 |           |  |  |
| |                 |                                 |   |   |           |  |  |
| 5 |                 | Jeremy Bates                    | 3 | 6 | 6         |  |  |
| 5 |                 | Paul McNamee                    | 6 | 2 | 4         |  |  |
| |                 |                                 |   |   |           |  |  |

| 1 |  | Jeremy Bates                    | 4 | 7 | 4 |  |  |
| 1 |  | Pat Cash                        | 6 | 9 | 6 |  |  |
| 2 |  | Andrew Castle                   | 5 | 1 | 2 |  |  |
| 2 |  | Paul McNamee                    | 7 | 6 | 6 |  |  |
| 3 |  | Jeremy Bates - Colin Dowdeswell | 1 | 5 | 4 |  |  |
| 3 |  | Pat Cash - John Fitzgerald      | 6 | 7 | 6 |  |  |
|   |  |                                 |   |   |   |  |  |
| 4 |  | Andrew Castle                   | 6 | 4 |   |  |  |
| 4 |  | Pat Cash                        | 8 | 6 |   |  |  |
|   |  |                                 |   |   |   |  |  |
| 5 |  | Jeremy Bates                    | 3 | 6 | 6 |  |  |
| 5 |  | Paul McNamee                    | 6 | 2 | 4 |  |  |
|   |  |                                 |   |   |   |  |  |

| | Yougoslavie | 0                                 | -  | 5 | Tchécoslovaquie |   |  |
| --- | ----------- | --------------------------------- | -- | - | --------------- | - |  |
| Zetra Sports Hall, Sarajevo, Yougoslavie |             |                                   |    |   |                 |   |  |
| du 18 au 20 juillet 1986 sur dur (int.) |             |                                   |    |   |                 |   |  |
| \| 1 \| \| Slobodan Živojinović \| 4 \| 6 \| 8 \| 4 \| \| \| 1 \| \| Miloslav Mečíř \| 6 \| 4 \| 10 \| 6 \| \| \| 2 \| \| Bruno Orešar \| 2 \| 3 \| 4 \| \| \| \| 2 \| \| Milan Šrejber \| 6 \| 6 \| 6 \| \| \| \| 3 \| \| Igor Flego - Slobodan Živojinović \| 3 \| 2 \| 4 \| \| \| \| 3 \| \| Miloslav Mečíř - Tomáš Šmíd \| 6 \| 6 \| 6 \| \| \| \| \| \| \| \| \| \| \| \| \| 4 \| \| Slobodan Živojinović \| 10 \| 2 \| 13 \| \| \| \| 4 \| \| Milan Šrejber \| 8 \| 6 \| 15 \| \| \| \| \| \| \| \| \| \| \| \| \| 5 \| \| Igor Flego \| 2 \| 5 \| \| \| \| \| 5 \| \| Miloslav Mečíř \| 6 \| 7 \| \| \| \| \| \| \| \| \| \| \| \| \| |             |                                   |    |   |                 |   |  |
| 1 |             | Slobodan Živojinović              | 4  | 6 | 8               | 4 |  |
| 1 |             | Miloslav Mečíř                    | 6  | 4 | 10              | 6 |  |
| 2 |             | Bruno Orešar                      | 2  | 3 | 4               |   |  |
| 2 |             | Milan Šrejber                     | 6  | 6 | 6               |   |  |
| 3 |             | Igor Flego - Slobodan Živojinović | 3  | 2 | 4               |   |  |
| 3 |             | Miloslav Mečíř - Tomáš Šmíd       | 6  | 6 | 6               |   |  |
| |             |                                   |    |   |                 |   |  |
| 4 |             | Slobodan Živojinović              | 10 | 2 | 13              |   |  |
| 4 |             | Milan Šrejber                     | 8  | 6 | 15              |   |  |
| |             |                                   |    |   |                 |   |  |
| 5 |             | Igor Flego                        | 2  | 5 |                 |   |  |
| 5 |             | Miloslav Mečíř                    | 6  | 7 |                 |   |  |
| |             |                                   |    |   |                 |   |  |

| 1 |  | Slobodan Živojinović              | 4  | 6 | 8  | 4 |  |
| 1 |  | Miloslav Mečíř                    | 6  | 4 | 10 | 6 |  |
| 2 |  | Bruno Orešar                      | 2  | 3 | 4  |   |  |
| 2 |  | Milan Šrejber                     | 6  | 6 | 6  |   |  |
| 3 |  | Igor Flego - Slobodan Živojinović | 3  | 2 | 4  |   |  |
| 3 |  | Miloslav Mečíř - Tomáš Šmíd       | 6  | 6 | 6  |   |  |
|   |  |                                   |    |   |    |   |  |
| 4 |  | Slobodan Živojinović              | 10 | 2 | 13 |   |  |
| 4 |  | Milan Šrejber                     | 8  | 6 | 15 |   |  |
|   |  |                                   |    |   |    |   |  |
| 5 |  | Igor Flego                        | 2  | 5 |    |   |  |
| 5 |  | Miloslav Mečíř                    | 6  | 7 |    |   |  |
|   |  |                                   |    |   |    |   |  |

| | Suède | 5                              | - | 0 | Italie |   |  |
| --- | ----- | ------------------------------ | - | - | ------ | - |  |
| Båstad Tennis Stadium, Båstad, Suède |       |                                |   |   |        |   |  |
| du 18 au 20 juillet 1986 sur terre battue (ext.) |       |                                |   |   |        |   |  |
| \| 1 \| \| Mats Wilander \| 6 \| 6 \| 6 \| 6 \| \| \| 1 \| \| Paolo Canè \| 8 \| 2 \| 3 \| 4 \| \| \| 2 \| \| Joakim Nyström \| 6 \| 6 \| 6 \| \| \| \| 2 \| \| Claudio Panatta \| 2 \| 3 \| 1 \| \| \| \| 3 \| \| Joakim Nyström - Mats Wilander \| 6 \| 7 \| 6 \| \| \| \| 3 \| \| Paolo Canè - Claudio Panatta \| 4 \| 5 \| 2 \| \| \| \| \| \| \| \| \| \| \| \| \| 4 \| \| Stefan Edberg \| 6 \| 2 \| 6 \| \| \| \| 4 \| \| Paolo Canè \| 3 \| 6 \| 0 \| \| \| \| \| \| \| \| \| \| \| \| \| 5 \| \| Mats Wilander \| 6 \| 6 \| \| \| \| \| 5 \| \| Claudio Panatta \| 4 \| 3 \| \| \| \| \| \| \| \| \| \| \| \| \| |       |                                |   |   |        |   |  |
| 1 |       | Mats Wilander                  | 6 | 6 | 6      | 6 |  |
| 1 |       | Paolo Canè                     | 8 | 2 | 3      | 4 |  |
| 2 |       | Joakim Nyström                 | 6 | 6 | 6      |   |  |
| 2 |       | Claudio Panatta                | 2 | 3 | 1      |   |  |
| 3 |       | Joakim Nyström - Mats Wilander | 6 | 7 | 6      |   |  |
| 3 |       | Paolo Canè - Claudio Panatta   | 4 | 5 | 2      |   |  |
| |       |                                |   |   |        |   |  |
| 4 |       | Stefan Edberg                  | 6 | 2 | 6      |   |  |
| 4 |       | Paolo Canè                     | 3 | 6 | 0      |   |  |
| |       |                                |   |   |        |   |  |
| 5 |       | Mats Wilander                  | 6 | 6 |        |   |  |
| 5 |       | Claudio Panatta                | 4 | 3 |        |   |  |
| |       |                                |   |   |        |   |  |

| 1 |  | Mats Wilander                  | 6 | 6 | 6 | 6 |  |
| 1 |  | Paolo Canè                     | 8 | 2 | 3 | 4 |  |
| 2 |  | Joakim Nyström                 | 6 | 6 | 6 |   |  |
| 2 |  | Claudio Panatta                | 2 | 3 | 1 |   |  |
| 3 |  | Joakim Nyström - Mats Wilander | 6 | 7 | 6 |   |  |
| 3 |  | Paolo Canè - Claudio Panatta   | 4 | 5 | 2 |   |  |
|   |  |                                |   |   |   |   |  |
| 4 |  | Stefan Edberg                  | 6 | 2 | 6 |   |  |
| 4 |  | Paolo Canè                     | 3 | 6 | 0 |   |  |
|   |  |                                |   |   |   |   |  |
| 5 |  | Mats Wilander                  | 6 | 6 |   |   |  |
| 5 |  | Claudio Panatta                | 4 | 3 |   |   |  |
|   |  |                                |   |   |   |   |  |

##### Demi-finales
| | Australie | 3                          | -  | 1 | États-Unis |    |         |
| --- | --------- | -------------------------- | -- | - | ---------- | -- | ------- |
| Milton Courts, Brisbane, Australie |           |                            |    |   |            |    |         |
| du 3 au 5 octobre 1986 sur gazon (ext.) |           |                            |    |   |            |    |         |
| \| 1 \| \| Paul McNamee \| 2 \| 6 \| 3 \| 6 \| 6 \| \| 1 \| \| Brad Gilbert \| 6 \| 3 \| 6 \| 0 \| 1 \| \| 2 \| \| Pat Cash \| 4 \| 6 \| 6 \| 6 \| \| \| 2 \| \| Tim Mayotte \| 6 \| 1 \| 2 \| 2 \| \| \| 3 \| \| Pat Cash - John Fitzgerald \| 10 \| 6 \| 5 \| 11 \| 7 \| \| 3 \| \| Paul Annacone - Ken Flach \| 8 \| 1 \| 7 \| 13 \| 9 \| \| \| \| \| \| \| \| \| \| \| 4 \| \| Pat Cash \| 3 \| 6 \| 6 \| 6 \| \| \| 4 \| \| Brad Gilbert \| 6 \| 2 \| 3 \| 4 \| \| \| \| \| \| \| \| \| \| \| \| 5 \| \| Paul McNamee \| 6 \| 2 \| \| \| non \| \| 5 \| \| Tim Mayotte \| 3 \| 5 \| \| \| terminé \| \| \| \| \| \| \| \| \| \| |           |                            |    |   |            |    |         |
| 1 |           | Paul McNamee               | 2  | 6 | 3          | 6  | 6       |
| 1 |           | Brad Gilbert               | 6  | 3 | 6          | 0  | 1       |
| 2 |           | Pat Cash                   | 4  | 6 | 6          | 6  |         |
| 2 |           | Tim Mayotte                | 6  | 1 | 2          | 2  |         |
| 3 |           | Pat Cash - John Fitzgerald | 10 | 6 | 5          | 11 | 7       |
| 3 |           | Paul Annacone - Ken Flach  | 8  | 1 | 7          | 13 | 9       |
| |           |                            |    |   |            |    |         |
| 4 |           | Pat Cash                   | 3  | 6 | 6          | 6  |         |
| 4 |           | Brad Gilbert               | 6  | 2 | 3          | 4  |         |
| |           |                            |    |   |            |    |         |
| 5 |           | Paul McNamee               | 6  | 2 |            |    | non     |
| 5 |           | Tim Mayotte                | 3  | 5 |            |    | terminé |
| |           |                            |    |   |            |    |         |

| 1 |  | Paul McNamee               | 2  | 6 | 3 | 6  | 6       |
| 1 |  | Brad Gilbert               | 6  | 3 | 6 | 0  | 1       |
| 2 |  | Pat Cash                   | 4  | 6 | 6 | 6  |         |
| 2 |  | Tim Mayotte                | 6  | 1 | 2 | 2  |         |
| 3 |  | Pat Cash - John Fitzgerald | 10 | 6 | 5 | 11 | 7       |
| 3 |  | Paul Annacone - Ken Flach  | 8  | 1 | 7 | 13 | 9       |
|   |  |                            |    |   |   |    |         |
| 4 |  | Pat Cash                   | 3  | 6 | 6 | 6  |         |
| 4 |  | Brad Gilbert               | 6  | 2 | 3 | 4  |         |
|   |  |                            |    |   |   |    |         |
| 5 |  | Paul McNamee               | 6  | 2 |   |    | non     |
| 5 |  | Tim Mayotte                | 3  | 5 |   |    | terminé |
|   |  |                            |    |   |   |    |         |

| | Tchécoslovaquie | 1                             | - | 4 | Suède |   |   |
| --- | --------------- | ----------------------------- | - | - | ----- | - | - |
| Prague, Tchécoslovaquie |                 |                               |   |   |       |   |   |
| du 3 au 5 octobre 1986 sur terre battue (ext.) |                 |                               |   |   |       |   |   |
| \| 1 \| \| Miloslav Mečíř \| 0 \| 2 \| 4 \| \| \| \| 1 \| \| Kent Carlsson \| 6 \| 6 \| 6 \| \| \| \| 2 \| \| Milan Šrejber \| 6 \| 4 \| 3 \| 6 \| 5 \| \| 2 \| \| Stefan Edberg \| 3 \| 6 \| 6 \| 4 \| 7 \| \| 3 \| \| Miloslav Mečíř - Tomáš Šmíd \| 7 \| 6 \| 6 \| \| \| \| 3 \| \| Stefan Edberg - Anders Järryd \| 5 \| 2 \| 4 \| \| \| \| \| \| \| \| \| \| \| \| \| 4 \| \| Milan Šrejber \| 7 \| 0 \| 0 \| 5 \| \| \| 4 \| \| Mikael Pernfors \| 5 \| 6 \| 6 \| 7 \| \| \| \| \| \| \| \| \| \| \| \| 5 \| \| Miloslav Mečíř \| 4 \| 7 \| \| \| \| \| 5 \| \| Stefan Edberg \| 6 \| 9 \| \| \| \| \| \| \| \| \| \| \| \| \| |                 |                               |   |   |       |   |   |
| 1 |                 | Miloslav Mečíř                | 0 | 2 | 4     |   |   |
| 1 |                 | Kent Carlsson                 | 6 | 6 | 6     |   |   |
| 2 |                 | Milan Šrejber                 | 6 | 4 | 3     | 6 | 5 |
| 2 |                 | Stefan Edberg                 | 3 | 6 | 6     | 4 | 7 |
| 3 |                 | Miloslav Mečíř - Tomáš Šmíd   | 7 | 6 | 6     |   |   |
| 3 |                 | Stefan Edberg - Anders Järryd | 5 | 2 | 4     |   |   |
| |                 |                               |   |   |       |   |   |
| 4 |                 | Milan Šrejber                 | 7 | 0 | 0     | 5 |   |
| 4 |                 | Mikael Pernfors               | 5 | 6 | 6     | 7 |   |
| |                 |                               |   |   |       |   |   |
| 5 |                 | Miloslav Mečíř                | 4 | 7 |       |   |   |
| 5 |                 | Stefan Edberg                 | 6 | 9 |       |   |   |
| |                 |                               |   |   |       |   |   |

| 1 |  | Miloslav Mečíř                | 0 | 2 | 4 |   |   |
| 1 |  | Kent Carlsson                 | 6 | 6 | 6 |   |   |
| 2 |  | Milan Šrejber                 | 6 | 4 | 3 | 6 | 5 |
| 2 |  | Stefan Edberg                 | 3 | 6 | 6 | 4 | 7 |
| 3 |  | Miloslav Mečíř - Tomáš Šmíd   | 7 | 6 | 6 |   |   |
| 3 |  | Stefan Edberg - Anders Järryd | 5 | 2 | 4 |   |   |
|   |  |                               |   |   |   |   |   |
| 4 |  | Milan Šrejber                 | 7 | 0 | 0 | 5 |   |
| 4 |  | Mikael Pernfors               | 5 | 6 | 6 | 7 |   |
|   |  |                               |   |   |   |   |   |
| 5 |  | Miloslav Mečíř                | 4 | 7 |   |   |   |
| 5 |  | Stefan Edberg                 | 6 | 9 |   |   |   |
|   |  |                               |   |   |   |   |   |

##### Finale
La finale de la Coupe Davis 1986 se joue entre la Suède et l'Australie.
| | Australie | 3                             | -  | 2  | Suède |   |   |
| --- | --------- | ----------------------------- | -- | -- | ----- | - | - |
| Kooyong Stadium, Melbourne, Australie |           |                               |    |    |       |   |   |
| du 26 au 28 décembre 1986 sur gazon (ext.) |           |                               |    |    |       |   |   |
| \| 1 \| \| Pat Cash \| 13 \| 13 \| 6 \| \| \| \| 1 \| \| Stefan Edberg \| 11 \| 11 \| 4 \| \| \| \| 2 \| \| Paul McNamee \| 3 \| 1 \| 3 \| \| \| \| 2 \| \| Mikael Pernfors \| 6 \| 6 \| 6 \| \| \| \| 3 \| \| Pat Cash - John Fitzgerald \| 6 \| 6 \| 4 \| 6 \| \| \| 3 \| \| Stefan Edberg - Anders Järryd \| 3 \| 4 \| 6 \| 1 \| \| \| \| \| \| \| \| \| \| \| \| 4 \| \| Pat Cash \| 2 \| 4 \| 6 \| 6 \| 6 \| \| 4 \| \| Mikael Pernfors \| 6 \| 6 \| 3 \| 4 \| 3 \| \| \| \| \| \| \| \| \| \| \| 5 \| \| Paul McNamee \| 8 \| 4 \| \| \| \| \| 5 \| \| Stefan Edberg \| 10 \| 6 \| \| \| \| \| \| \| \| \| \| \| \| \| |           |                               |    |    |       |   |   |
| 1 |           | Pat Cash                      | 13 | 13 | 6     |   |   |
| 1 |           | Stefan Edberg                 | 11 | 11 | 4     |   |   |
| 2 |           | Paul McNamee                  | 3  | 1  | 3     |   |   |
| 2 |           | Mikael Pernfors               | 6  | 6  | 6     |   |   |
| 3 |           | Pat Cash - John Fitzgerald    | 6  | 6  | 4     | 6 |   |
| 3 |           | Stefan Edberg - Anders Järryd | 3  | 4  | 6     | 1 |   |
| |           |                               |    |    |       |   |   |
| 4 |           | Pat Cash                      | 2  | 4  | 6     | 6 | 6 |
| 4 |           | Mikael Pernfors               | 6  | 6  | 3     | 4 | 3 |
| |           |                               |    |    |       |   |   |
| 5 |           | Paul McNamee                  | 8  | 4  |       |   |   |
| 5 |           | Stefan Edberg                 | 10 | 6  |       |   |   |
| |           |                               |    |    |       |   |   |

### Barrages

#### Résumé
Les barrages voient s'affronter les nations ayant perdu au 1er tour du "Groupe Mondial". Les nations victorieuses sont qualifiées pour le groupe mondial 1987. Les nations vaincues participent à leur zone géographique respective. Les barrages se déroulent en même temps que les demi-finales : du 3 au 5 octobre.
| Lieu      | Surface             | Hôtes                | Score | Visiteurs        |
| --------- | ------------------- | -------------------- | ----- | ---------------- |
| Essen     | moquette (int.)     | Allemagne de l'Ouest | 5 – 0 | Équateur         |
| Barcelone | terre battue (ext.) | Espagne              | 5 – 0 | Nouvelle-Zélande |
| New Delhi | gazon (ext.)        | Inde                 | 4 – 1 | Union soviétique |
| Asuncion  | terre battue (ext.) | Paraguay             | 3 – 2 | Danemark         |